# Платинатербий
Пла̀тинате́рбий — бинарное неорганическое соединение, интерметаллид
платины и тербия
с формулой PtTb,
кристаллы.

## Получение
- Сплавление стехиометрических количеств чистых веществ:

{\displaystyle {\mathsf {Pt+Tb\ {\xrightarrow {1660^{o}C}}\ TbPt}}}

## Физические свойства
Платинатербий образует кристаллы ромбической сингонии, пространственная группа P nma, параметры ячейки a = 0,7021 нм, b = 0,4491 нм, c = 0,5558 нм, Z = 4,
структура типа борида железа FeB.
Соединение конгруэнтно плавится при температуре ≈1660 °C.